# Фадюшина
Фадю́шина (рос. Фадюшина) — присілок у складі Комишловського району Свердловської області. Входить до складу Заріченського сільського поселення.
Населення — 548 осіб (2010, 662 у 2002).
Національний склад станом на 2002 рік: росіяни — 93 %.